# Dragoši
Dragoši – wieś w Słowenii, w gminie Črnomelj. W 2018 roku liczyła 16 mieszkańców.